# Rue Boulbonne
La rue Boulbonne (en occitan : carrièra de Bolbona) est une voie de Toulouse, chef-lieu de la région Occitanie, dans le Midi de la France.
La rue a conservé l'aspect qu'elle avait à la fin du XVIIIe siècle car la plupart des immeubles construits durant ce siècle, quoique modestes, ont conservé leurs façades classiques et leurs fenêtres ornées de garde-corps en fer forgé. Elle a cependant été coupée en deux, au tournant du XXe siècle, par le percement de la rue de Metz : elle a gardé de cette époque plusieurs immeubles typiques du style éclectique toulousain. 
À partir des années 1980, la rue Boulbonne a bénéficié d'un programme d'embellissement, par l'érection de la fontaine Boulbonne en 1984, puis le pavage et la piétonisation de la rue en 2005. Elle est d'ailleurs incluse depuis 1986 dans le site patrimonial remarquable. Elle est aujourd'hui, particulièrement dans sa deuxième partie, emplie de boutiques et de cafés.

## Situation et accès

### Description
La rue Boulbonne est une voie publique. Elle relie les quartiers Saint-Étienne et Saint-Georges.
Elle naît à l'ouest de la place Saint-Étienne, au débouché de la rue Croix-Baragnon. Longue de 227 mètres, elle suit un parcours relativement tortueux, mais globalement orienté au nord. Elle est d'abord traversée par la rue de Metz. Elle reçoit ensuite la rue d'Astorg, à droite, puis la rue Cantegril, à gauche. Elle se termine au niveau de la place Saint-Georges. Elle est prolongée, au nord, par la rue Saint-Antoine-du-T, qui aboutit à la place Wilson.
La chaussée compte une seule voie de circulation automobile en sens unique, de la rue Croix-Baragnon vers la place Saint-Georges. Elle appartient à une zone de rencontre et la vitesse y est limitée à 20 km/h. Il n'existe pas de bande, ni de piste cyclable, quoiqu'elle soit à double-sens cyclable.

### Voies rencontrées
La rue Boulbonne rencontre les voies suivantes, dans l'ordre des numéros croissants (« g » indique que la rue se situe à gauche, « d » à droite) :
1. Rue Croix-Baragnon (g)
2. Place Saint-Étienne (d)
3. Rue de Metz
4. Rue d'Astorg (d)
5. Rue Cantegril (g)
6. Place Saint-Georges

### Transports
La rue Boulbonne est parcourue et desservie sur toute sa longueur par la navette Ville. À l'ouest, la place Étienne-Esquirol abrite la station du même nom, sur la ligne de métro, ainsi que les arrêts de la ligne de bus 44. À l'est, sur le boulevard Lazare-Carnot se trouvent la station de métro François-Verdier, sur la ligne de métro , et les arrêts des lignes de Linéo L1L8L9 et de bus 29.
Les stations de vélos en libre-service VélôToulouse les plus proches sont les stations no 8 (19 rue Paul-Vidal), no 24 (14 place Saint-Étienne) et no 99 (7 rue du Rempart-Saint-Étienne).

## Odonymie

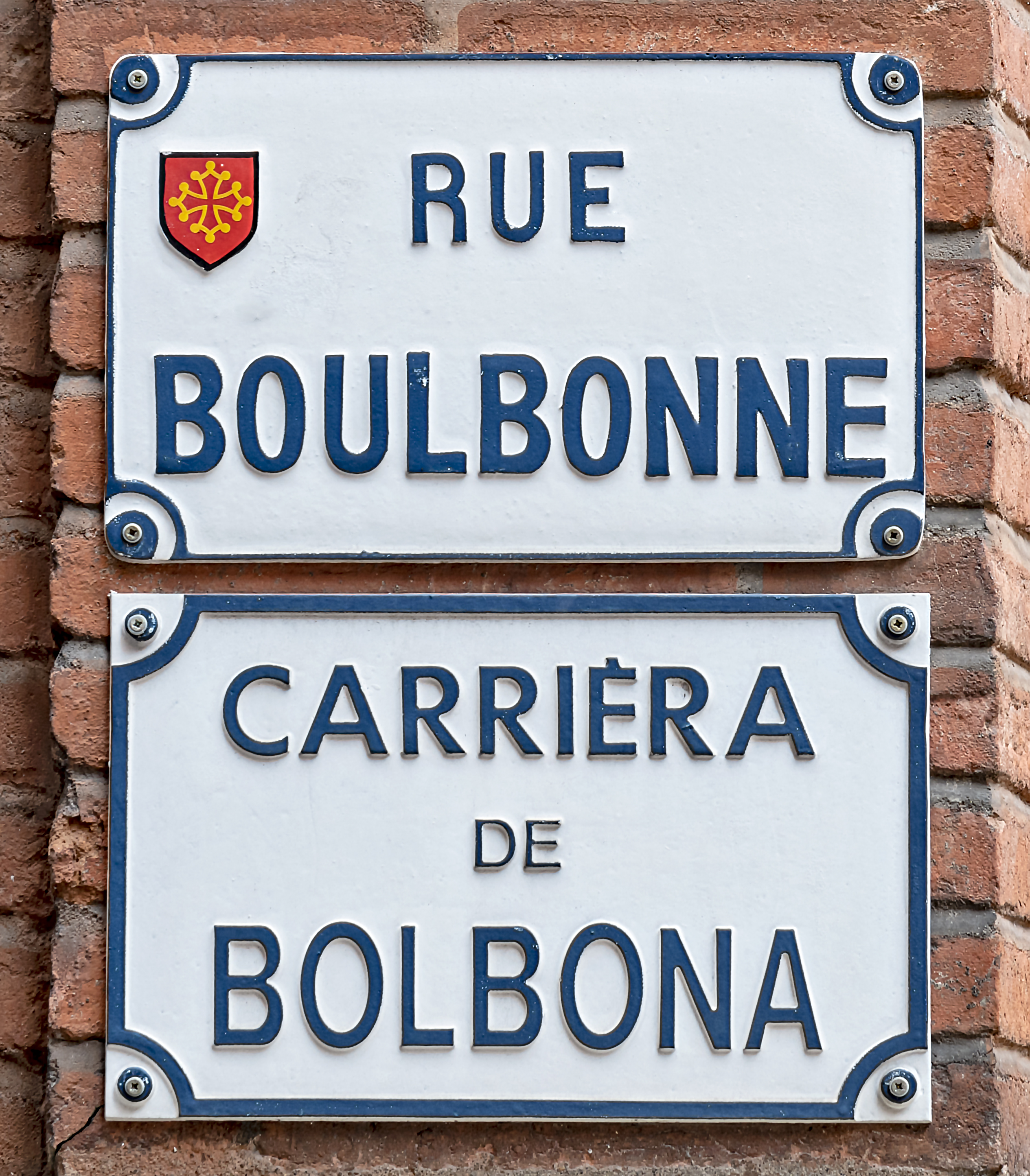
Plaques de rue en français et en occitan.

Le nom de la rue Boulbonne se rencontre dès le Moyen Âge. Il lui venait de la maison collégiale des religieux de l'abbaye de Boulbonne. Cet établissement cistercien, établi dans la première moitié du XIIe siècle près de Mazères, était une abbaye importante et influente. Elle avait obtenu par héritage, en 1204, une maison dans la rue qui porta ensuite son nom (emplacement de l'actuel no 21).
Le nom de Boulbonne n'était cependant, au Moyen Âge, appliqué qu'à la partie sud de la rue, entre la place Saint-Étienne et la rue Cantegril. Pour la partie nord de la rue actuelle, de la rue Cantegril à la place Saint-Georges, c'était la rue du Puits-des-Quatre-Faces ou du Puits-des-Quatre-Carres. En effet, un puits connu comme le puits des Quatre-Faces ou Carres (carras en occitan), se trouvait au croisement des rues Boulbonne, d'Astorg, Cantegril et des Quatre-Carres. Le carrefour de ces rues était également connu comme la place des Quatre-Carres. En 1794, pendant la Révolution française, il fut décidé de réunir les deux rues Boulbonne et des Quatre-Carres sous le nom de rue Calas, en hommage à Jean Calas, protestant rendu célèbre par le procès qui le fit condamner à mort - il fut exécuté sur la place Saint-Georges. Le nom ne subsista pas et les deux rues conservèrent ensemble le nom de Boulbonne.

## Histoire

### Moyen Âge
Au Moyen Âge, la rue Boulbonne et la rue du Puits-des-Quatre-Carres, qui la prolonge, appartiennent au capitoulat de Saint-Étienne. La population est largement composée d'artisans et de commerçants, attirés par la proximité de la place Saint-Georges, la plus vaste des places de la ville, bordée de nombreux couverts. Les constructions sont cependant pour la plupart de simples maisons en corondage (actuels no 42, 43 et 45). Le four public de Cantegril dessert les habitants du quartier (actuel no 43) et le puits des Quatre-Carres se trouve au carrefour des rues Cantegril et d'Astorg. On y trouve également, au XVe siècle, une hôtellerie qui accueille les voyageurs, le Logis du Chapeau Rouge.
En 1204, l'abbaye cistercienne de Boulbonne, fondée en 1129 près de Cintegabelle, établit sa maison (emplacement de l'actuel no 21) dans la rue grâce à la donation de Raimond Mascaron. C'est dans cette maison que les religieux installent, vers 1290, une maison collégiale, pour y entretenir les jeunes religieux qui viennent étudier à l'université de Toulouse.

### Période moderne
À partir du XVIe siècle, le quartier de la rue Boulbonne se transforme. La population de la rue est composée presque exclusivement d'avocats, de notaires, d'hommes de loi et de conseillers travaillant à la sénéchaussée ou au parlement – plusieurs d'entre eux sont d'ailleurs capitouls. Parmi les personnages notables se distingue Jean de Boyssoné, qui a son hôtel (ancien no 24), docteur régent de l'université : soupçonné d'avoir adopté le protestantisme, il est condamné en 1532 à abjurer publiquement son hérésie sur un échafaud devant la porte de la cathédrale. 
On trouve également plusieurs sculpteurs et architectes de renom, parmi lesquels on distingue, au XVIe siècle, les architectes Nicolas et Dominique Bachelier (emplacement des actuels no 26 et 28) et Jean Barbier (actuel no 39) ou encore le sculpteur Guiraud Mélot (actuel no 33). Au XVIIe siècle, on trouve les sculpteurs Gervais Drouet (actuel no 45) et 28) et Thibaud Maistrier (actuel no 9), ainsi que les architectes Dominique et Bernard Campmartin (ancien no 22).
Dans le même temps, le collège de Boulbonne, comme la plupart des petits collèges de la ville, est fermé à la demande des capitouls par l'édit donné en 1551 à Nantes par le roi Henri II. En 1567, lors des guerres de religion, l'abbaye de Boulbonne est incendiée et démolie par les protestants des « Casaques noires », sous les ordres du capitaine Jean-Claude de Lévis d'Audon. Les religieux sont obligés de se replier à Toulouse et s'installent dans l'ancien collège – ils ne retournent à Boulbonne qu'après la reconstruction de l'abbaye en 1632.
En 1638, une nouvelle congrégation religieuse s'installe dans une maison proche (actuel no 31), les Dames d'Andoin. Cette congrégation féminine, inspirée par le renouveau religieux catholique de la première moitié du XVIIe siècle, est fondée par la dame d'Andoin. Elle est formée de douze religieuses, veuves qui décident de se consacrer à l'assistance des pauvres, particulièrement à l'Hôtel-Dieu. Mais devant la difficulté de la tâche, elles se tournent vers l'éducation des jeunes filles. 
C'est au XVIIIe siècle que la rue prend son visage actuel, car la plupart des immeubles sont reconstruits ou reçoivent de nouvelles façades dans la goût classique, avec des fenêtres ornées de ferronneries (actuels no 1, 5, 7, 11, 13, 25, 27 et 35 ; no 4, 8, 10, 12, 14 et 16).

### Époque contemporaine
Au XIXe siècle, la rue Boulbonne conserve un caractère aristocratique. C'est dans un immeuble proche de la place Saint-Étienne (actuel no 4) que naît en 1813 Jean Cabanis, fils du notaire Jean-Firmin Cabanis – il est maire de Toulouse de 1845 à 1847, et député de la Haute-Garonne de 1846 à 1847. C'est dans son hôtel particulier (actuel no 25) que s'éteint en 1867 Jules Amilhau, notaire et maire de la ville depuis 1865. La rue est également fréquentée par les artistes, tels Théodore Richard, peintre aveyronnais, mort dans son appartement en 1859 (actuel no 11).
Des efforts sont également entrepris afin de faciliter la circulation et l'hygiène dans la rue. En 1829, une borne-fontaine est installée près de l'emplacement du puits des Quatre-Carres, au carrefour de la rue Cantegril. Dans le même temps, ce carrefour est élargi par la démolition d'une maison (ancien no 41).
C'est dans la rue que sont établis en 1832, les bureaux de la Caisse d'épargne et de prévoyance de Toulouse (actuel no 16). La première dotation est formée de souscriptions volontaires et d'une allocation du conseil municipal. En 1837, le duc d'Orléans distribue des livrets de la Caisse d'épargne de Toulouse aux enfants d'ouvriers les plus méritants de chaque école. Les services de la direction sont installés dans l'immeuble qui lui fait face (actuel no 11). En 1865, la Caisse d'épargne est déplacée dans une rue voisine, la rue des Arts (actuel no 22).
En 1898, le prolongement de la rue de Metz entraîne la destruction de plusieurs immeubles (anciens no 15 à 19 ; no 20 à 24). Plusieurs immeubles sont reconstruits entre 1899 et 1903 pour le compte de la Société immobilière grenobloise-toulousaine, par les deux architectes grenoblois Auguste Demartiny et Charles Coutavoz, dans un style éclectique imoposant, avec des influences de l'Art nouveau (actuels no 29 ; no 40 et 42). L'édifice le plus monumental reste le Grand-Hôtel (actuel no 31), élevé entre 1899 et 1901 sur les plans de l'architecte Barthélémy Guitard, pour la Société anonyme du Grand-Hôtel, qui regroupe l'architecte lui-même, la Société immobilière grenobloise-toulousaine, l'hôtelier Miral, et surtout Emmanuel Tivollier, qui possède l'hôtel Tivollier de la rue d'Alsace-Lorraine (actuel no 33).
À partir des années 1980, la rue Boulbonne bénéficie d'un programme d'embellissement, par l'érection de la fontaine Boulbonne en 1984. En 2005, la deuxième partie de la rue, de la rue de Metz à la place Saint-Georges, est pavée et semi-piétonisée. Elle est aujourd'hui, particulièrement dans cette partie, emplie de boutiques et de cafés.

## Patrimoine et lieux d'intérêt

### Fontaine Boulbonne
La fontaine Boulbonne est construite en 1984 à l'emplacement de l'ancien puits des Quatre-Carres, sur les plans de l'architecte Bernard Calley. Elle se compose d'un mur en brique formé de quatre piliers couronnés de sphères en pierre et surmonté d'un fronton curviligne, qui s'inspire de l'architecture des immeubles voisins. L'eau jaillit de trois mufles de lion, œuvres de la sculptrice Madeleine Thézénas du Moncel. Le groupe sculpté repose sur le socle central. Il s'agit d'une œuvre de 1910 du sculpteur toulousain Jacques Labatut, partie d'un ensemble plus vaste, conçu pour orner la place du Capitole, mais resté dans les réserves de la ville. Elle représente la Garonne offrant l'électricité à la ville de Toulouse, grâce aux moulins du Bazacle. La Garonne, figure féminine penchée sous l'arche d'un pont, prend appui sur une roue à aubes. Au-dessus, la ville de Toulouse, habillée en costume local, tient de la main droite un gouvernail.

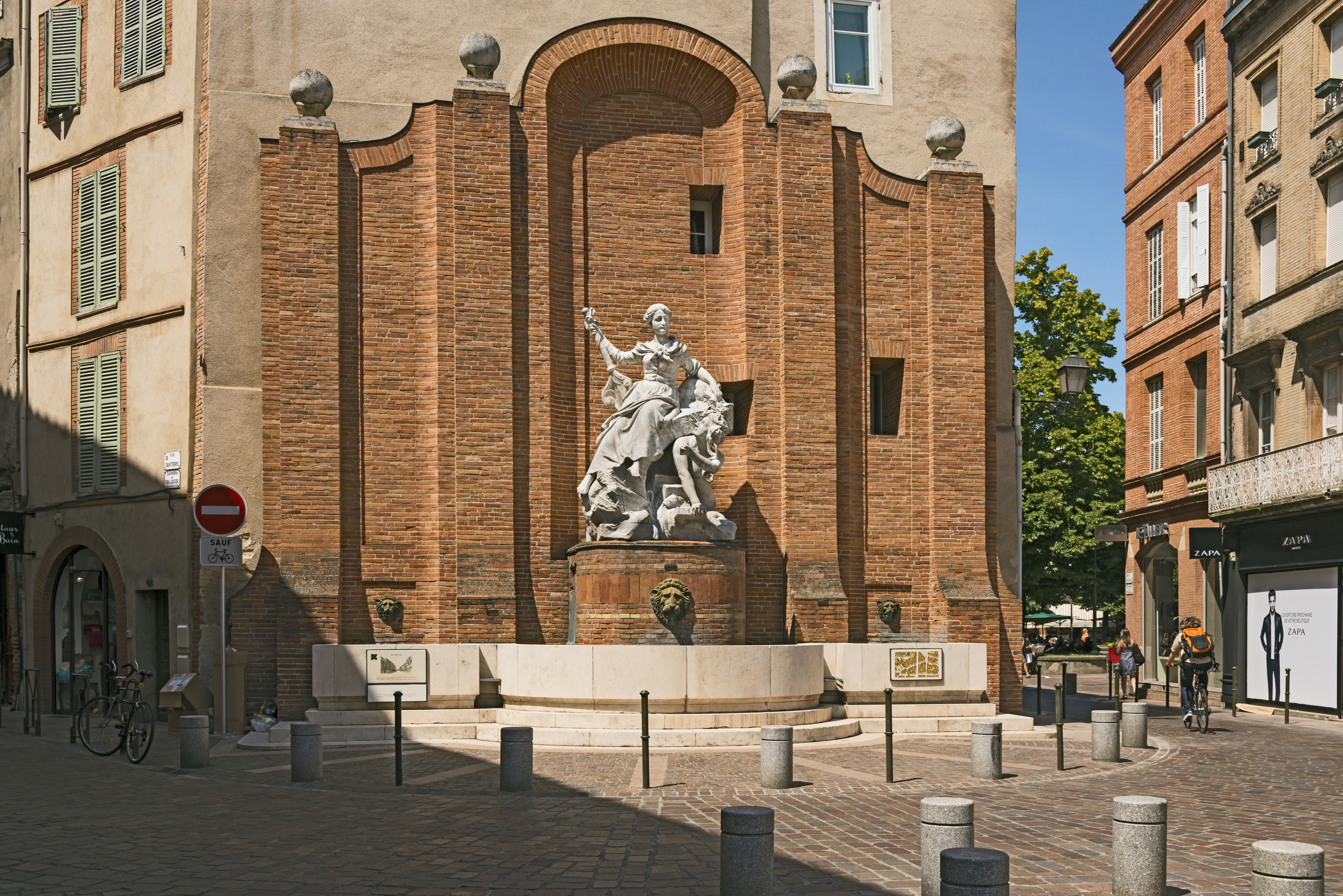
La fontaine Boulbonne.
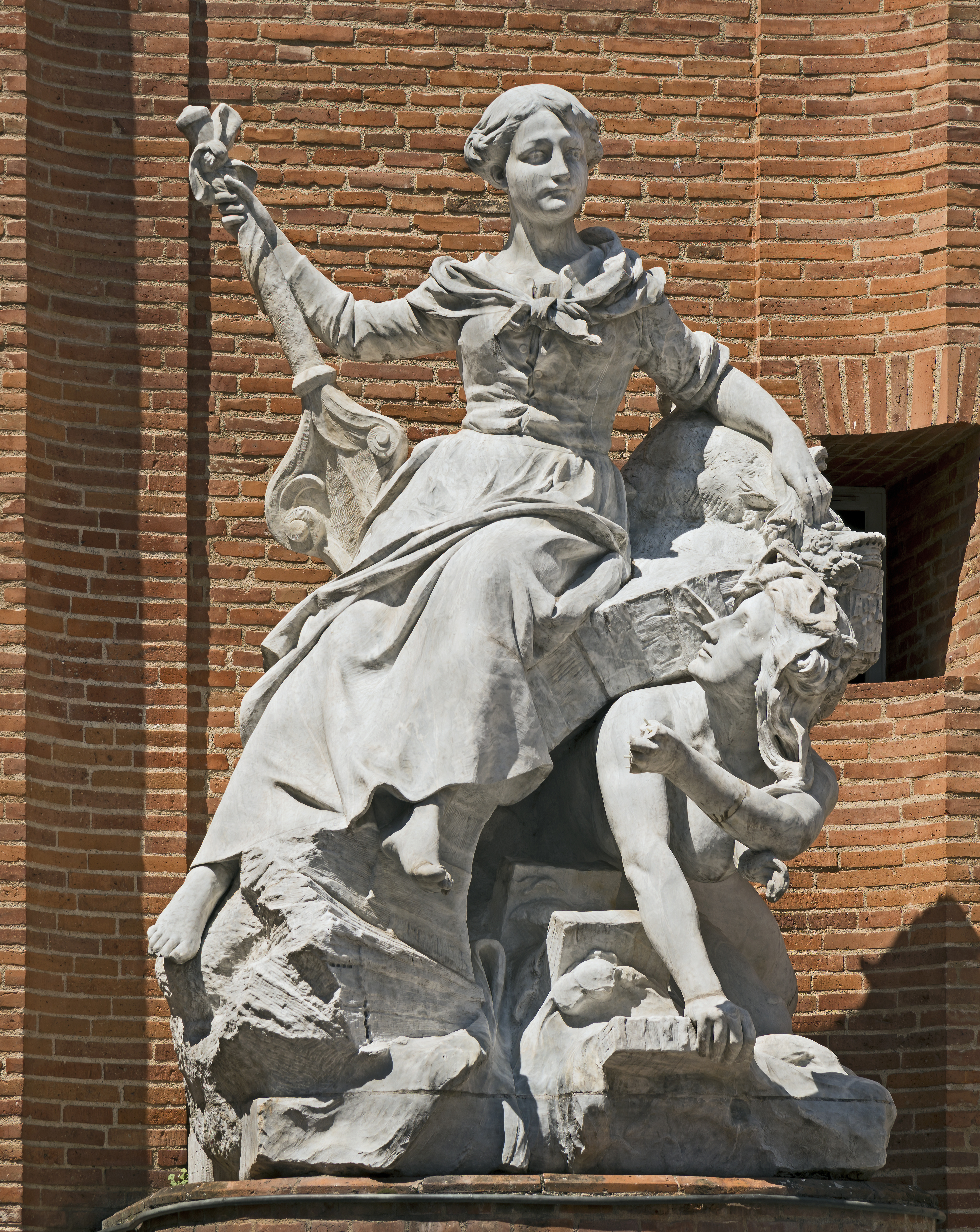
La Garonne offrant l'électricité à la ville de Toulouse par Jacques Labatut (1910).

### Hôtels particuliers
- no  13 : hôtel particulier. 
L'hôtel adopte les formes des constructions classiques toulousaines du XVIIe siècle, mais plusieurs éléments suggèrent un étalement des travaux ou une reprise de ces travaux dans la première moitié du XVIIIe siècle. Il se compose de deux bâtiments qui s'organisent autour de deux cours successives. Le bâtiment sur la rue Boulbonne présente une élévation symétrique de six travées. Les deux travées centrales sont mises en valeur par une légère saillie en brique et pierre alternées. Au rez-de-chaussée, les deux arcades centrales sont reliées par un appareil à bossage en brique et pierre alternées. Aux étages, les fenêtres sont dotées de garde-corps en fer forgé ornés de motifs géométriques et d'un monogramme. L'élévation est couronnée par une corniche, les deux travées centrales par un fronton triangulaire. 
Autour de la première cour, les élévations sont régulières. Dans l'aile sud se trouve un escalier d'honneur, doté d'une rampe en fer forgé, où un monogramme entremêlant deux M est visible. Le limon est soutenu par une arcade qui se termine par des pilastres cannelés aux chapiteaux ioniques en pierre. Le passage couvert entre la première et la deuxième cour est couvert d'un plafond à la française[17].

- no  50 : hôtel Bertier. 

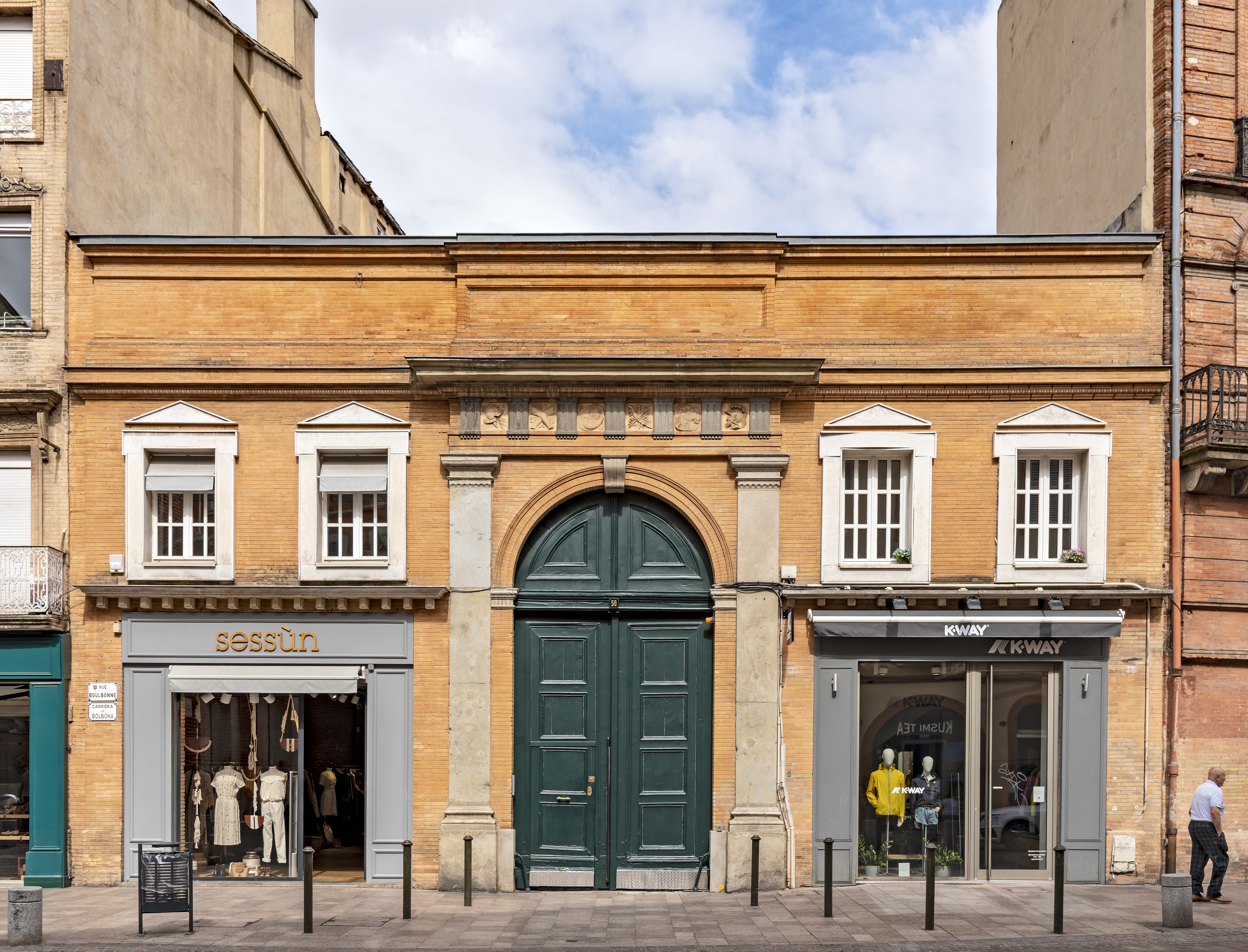
no 50 : hôtel Bertier.

L'hôtel Bertier est construit en 1678 pour Antoine-François de Bertier, évêque de Rieux. Ce vaste hôtel particulier, construit entre cour et jardin, a sa façade principale sur la place Saint-Georges (actuel no 22). Dans la rue Boulbonne s'ouvre la porte cochère. Elle est cantonnée de pilastres ioniques qui supportent un entablement orné de triglyphes et de métopes sculptés, le tout surmonté d'une large corniche moulurée[18].

### Immeubles et maisons en corondage
- no  9 : immeuble. 
Cet immeuble en corondage est peut-être élevé au XVIe siècle ou au siècle suivant. Il a été la maison du sculpteur Thibaud Maistrier en 1679, puis celle du peintre Guillaume Chaillon en 1721. La façade est construite en pan de bois couvert d'enduit. Les trois étages sont séparées par des cordons en bois. Aux 1er et 2e étages, les fenêtres latérales gauche et droite sont encadrées d'un chambranle et d'un appui en bois, ce dernier étant soutenu par de petites consoles, tandis que les fenêtres centrales, plus grandes, sont dotées d'un balcon en bois, également soutenus par des consoles et dotées de garde-corps. Le 3e étage est ouvert sur une loggia, rythmée par quatre fines colonnes ioniques en bois, qui soutiennent une corniche moulurée[19].

- no  42 : immeuble. 
L'immeuble actuel est le résultat de la réunion, au XIXe siècle, de deux immeubles distincts, l'un à droite du XVIIe siècle (ancien no 42), l'autre à gauche peut-être du XVIIIe siècle (ancien no 44). Le premier immeuble, en corondage, est large de deux travées et se développe sur quatre niveaux décroissants. La structure du pan de bois à grille est masquée par l'enduit qui la recouvre. Les fenêtres des étages ont un chambranle en bois à crossettes. Le dernier étage de comble a été couvert postérieurement. L'immeuble voisin présente une structure semblable, même si les niveaux ne correspondent pas. Lors de la réunion des deux immeubles, il a été élevé au niveau du premier et les chambranles en bois ont été reprises pour une plus grande harmonie de la façade[20].

- no  43 : immeuble. 
Cet immeuble en corondage est peut-être élevé au XVIIe siècle. La façade est construite en pan de bois, grâce à une structure à grilles et à décharge. Le rez-de-chaussée, en brique, est percé d'une grande arcade en anse de panier[21].

- no  45 : maison. 
Cet immeuble en corondage est peut-être construit au XVIIe siècle. Au rez-de-chaussée, le poitrail et le pied-droit gauche de la porte sont encore visibles, mais les étages sont couverts d'enduit, masquant la structure du pan de bois à grille. Les niveaux sont séparés par des cordons en bois moulurés. Les fenêtres du 3e étage sont surmontées d'une console et leur assise est moulurée[22].

### Autres immeubles
- no  1 : immeuble. 
L'immeuble, construit dans la deuxième moitié du XVIIIe siècle, est de style classique. Sa façade se développe sur trois travées et quatre étages. Les fenêtres, dotées d'appui en pierre, ont un chambranle à ressaut. Celles des 1er et 2e étages sont dotées de garde-corps en fer forgé[23].

- no  4 : immeuble. 
L'immeuble résulte de la réunion, dans la deuxième moitié du XIXe siècle, de deux immeubles du XVIIIe siècle. Le premier était large de quatre travées (ancien no 4), le second de deux (ancien no 6). Les deux immeubles s'élèvent sur trois étages décroissants. Les fenêtres sont segmentaires et couronnées d'une corniche. Celles du 1er étage sont dotées de garde-corps en fer forgé du XVIIIe siècle, tandis que celles du 2e étage sont dotées de garde-corps en fonte du XIXe siècle[24].

- no  5 : immeuble. 
L'immeuble, construit au début du XVIIIe siècle, s'élève sur deux étages et un niveau de comble, de dimensions décroissantes. Les fenêtres segmentaires ont un large appui en pierre moulurée et sont couronnées par une fine corniche. Au 1er étage, elles sont dotées de garde-corps en fer forgé aux motifs végétaux et à médaillon central contenant un feuillage stylisé. Au 2e étage, leurs encadrements se prolongent le long de l'assise jusqu'au cordon inférieur[25].

- no  7 : immeuble. 
L'immeuble, construit dans la première moitié du XVIIIe siècle, est d'architecture classique. Il se développe sur quatre travées et s'élève sur trois étages décroissants, séparés par des cordons de brique. Au rez-de-chaussée, la porte centrale est encadrée par deux arcades de boutiques en plein cintre. Au 1er étage, les fenêtres ont de larges appuis en pierre moulurée qui supportent des garde-corps en fer forgé[26].

- 'no  8 : immeuble. 
L'immeuble est construit dans la deuxième moitié du XVIIIe siècle. La façade se développe sur deux travées et s'élève sur trois étages. Un cordon de brique sépare le rez-de-chaussée du 1er étage. Les fenêtres rectangulaires ont des appuis en pierre, et celles du 1er étage ont des garde-corps en fer forgé[27].

- no  11 : immeuble. 
L'immeuble, de style néo-classique, est construit à la fin du XVIIIe siècle. Les niveaux, de tailles décroissantes, sont séparés par une corniche moulurée. Le dernier étage a été ajouté lors de travaux en 1882. À la même époque, les fenêtres sont agrandies et reçoivent des garde-corps en fonte[28].

- no  12 : immeuble. 
L'immeuble est construit dans la deuxième moitié du XVIIIe siècle. Le rez-de-chaussée se compose d'une arcade de boutique en plein cintre et d'une porte rectangulaire menant aux étages. La porte est surmontée d'une imposte en fer forgé avec les lettres J. R. B. C. entrelacées. Un large cordon de brique sépare le rez-de-chaussée du 1er étage, tandis que les étages sont séparés par des tables. Les fenêtres rectangulaires possèdent des garde-corps : ceux du 1er étage, en fer forgé, ont des motifs végétaux. L'élévation est couronnée par une large corniche débordante[29].

- no  14-16 : immeuble. 
L'immeuble se compose de plusieurs corps de bâtiment construits à des époques différentes. Le plus ancien date de la deuxième moitié du XVIIIe siècle (actuel no 14). Les étages ont des fenêtres rectangulaires de tailles décroissantes et séparées par des tables. Elles sont dotées de garde-corps en fer forgé. En 1865, l'immeuble est agrandi et la façade complétée par l'architecte Henry Bach, qui ajoute trois nouvelles travées (actuel no 16), imitations des premières. Aux étages, les garde-corps des fenêtres sont en fonte, et au 1er étage, les fenêtres sont également dotées de lambrequins en fonte[30].

- no  21 : immeuble. 
L'immeuble actuel s'élève à l'emplacement de la collège toulousain des cisterciens de l'abbaye de Boulbonne, établi grâce à une donation faite en 1204. À partir de la fin du XIIIe siècle, elle devient un des collèges de l'université de Toulouse, et accueille des religieux étudiant le droit. 
Un immeuble, de style éclectique, est élevé en 1899, à l'angle de la rue de Metz qui vient d'être percée, par les deux architectes de la Société immobilière grenobloise toulousaine, Auguste Demartiny et Charles Coutavoz[31].

- no  30 : Grand-Hôtel et Tivollier ; préfecture de la Haute-Garonne. 
Le Grand-Hôtel et Tivollier est construit par l'architecte Barthélemy Guitard dans un style éclectique, entre 1900 et 1901, après le percement de la rue de Metz. Le Grand Hôtel a été élevé pour le compte de la Société anonyme du Grand-Hôtel, détenue par Barthélemy Guitard et Miral, et de la Société immobilière grenobloise toulousaine, rejoints en 1901 par Emmanuel Tivollier. L'hôtel ferme ses portes en 1974 et la préfecture y installe les services de la réglementation et la direction départementale des affaires sanitaires et sociales (DDASS). Après le départ de la préfecture, le collectif « Mix’Art Myris » occupe à partir de 2001 le bâtiment, acquis par le rectorat. En 2006, la ville de Toulouse acquiert l'édifice, revendu à un promoteur pour sa rénovation achevée en 2011. 
Sur la rue Boulbonne, l'élévation est large de sept travées et se développe sur sept niveaux. Le rez-de-chaussée est percé de trois grandes baies rectangulaires et d'une porte latérale, séparées par des pilastres doriques en pierre. L'entresol et le 1er étage sont ornés d'un bossage en pierre. Les fenêtres du 1er étage ont des lambrequins en fonte et des balcons aux garde-corps en fonte, supportés par de grandes consoles. Le 2e et le 3e étage sont en pierre et brique alternées. Les fenêtres du 2e étage ont également des balcons aux garde-corps en fonte, mais dont les consoles sont plus légères. L'élévation est couronnée d'une lourde corniche à modillons, surmontée un toit en ardoise, percé de lucarnes en pierre. 
L'hôtel est agrandi sur la rue Boulbonne, dans la première moitié du XXe siècle, par l'annexion d'une parcelle étroite. Le nouveau bâtiment, large de seulement deux travées et haut de trois étages, est beaucoup plus modeste, construit en pierre[32].

- no  25 : immeuble. 
Deux immeubles, construits au XVIIIe siècle, ont été réunis et ne forment à présent qu'une seule et même parcelle. L'élévation du premier immeuble (actuel no 25) comprend quatre travées et deux étages. Le rez-de-chaussée est formé de quatre arcades en plein cintre, dont les clé de voûte en pierre sont ornées de mascarons et de couronnes sculptés. Dans la deuxième arcade, dont les pieds-droits sont en pierre de taille, s'ouvre la porte cochère. Aux étages, les fenêtres sont rectangulaires et décroissantes. Elles sont dotées, au 1er étage, de balcons en fer forgé avec des motifs géométriques et végétaux et, au 2e étage, de garde-corps également en fer forgé. L'élévation est surmontée par une corniche à denticules. Dans la cour, le 1er étage est couvert par une galerie à structure métallique vitrée. Le bâtiment nord a été surélevé en 1988 de deux étages par l'architecte Xavier Jourdan. On y trouve un escalier en fer forgé à motifs de cannes. Au fond de la cour, le corps de bâtiment semble dater du milieu du XIXe siècle. Les piliers du portail sont surmontés des statues de deux lions en terre cuite[33].

- no  27 : immeuble. 
L'immeuble, de style classique, est construit au XVIIIe siècle, avant d'être modifié au milieu du XIXe siècle. L'élévation comprend trois travées symétriques et trois étages. Les fenêtres, à la différence de l'immeuble voisin (actuel no 25), sont segmentaires, mais elles sont pourvues des mêmes balcons au 1er étage et des mêmes garde-corps au 2e étage. L'élévation est surmontée par une importante corniche moulurée.

- no  31 : immeuble ; maison de la congrégation des Dames d'Andoin ; maison de Guiraud Mélot. 
L'immeuble actuel est le résultat de la réunion, au XIXe siècle, de deux immeubles distincts, l'un à gauche (ancien no 31), l'autre à droite (ancien no 33), tous deux construits au XVIIe siècle. Le premier immeuble a accueilli la congrégation des Dames d'Andoin. Il se compose d'une porte rectangulaire, dont la clé est ornée d'une pointe de diamant sculptée en pierre, et d'une arcade de boutique en anse de panier. Aux étages, de tailles décroissantes, les fenêtres rectangulaires sont surmontées d'une corniche. 
La travée de droite correspond au deuxième immeuble, propriété de Guiraud Mélot. Les niveaux sont décalés par rapport à l'immeuble voisin. Lors de la réunion des deux immeubles, un dernier niveau a été ajouté au deuxième immeuble et les fenêtres ont été dotées de garde-corps en ornés de motifs géométriques et végétaux[34].

- no  35 : immeuble. 
L'immeuble, de style classique, est construit dans la moitié du XVIIIe siècle. La façade à trois travées est symétrique. Elle est encadrée, sur trois niveaux (rez-de-chaussée et deux premiers étages) par des pilastres doriques en légère saillie. Les fenêtres des étages sont segmentaires et sont dotées de garde-corps en fer forgé ornés de motifs géométriques[35].

- no  39 : maison de Jean Barbier ; immeuble. 
Cet immeuble a été construit au XVIIIe siècle à l'emplacement de la maison de l'architecte Jean Barbier au milieu du XVIe siècle[6].

## Personnalités
- Nicolas Bachelier (1487-1556) et Dominique Bachelier (1530-1594) : architectes, ils ont eu leur maison aux no 26 et 28, disparue à la suite du percement de la rue de Metz.

- Gervais Drouet (1609-1673) : sculpteur, il habite, entre 1655 et 1673, dans un immeuble de la rue Boulbonne (actuel no 45).

- Thibaud Maistrier (1629-1675) : peintre et sculpteur, il habite, dans la deuxième moitié du XVIIe siècle, au no 9.